# Eudocima caesar
Eudocima caesar là một loài bướm đêm trong họ Erebidae.